# Agrenocythere americana
Agrenocythere americana är en kräftdjursart som beskrevs av Benson 1972. Agrenocythere americana ingår i släktet Agrenocythere och familjen Trachyleberididae. Inga underarter finns listade i Catalogue of Life.